# Under röda vingar
Under röda vingar (URV) var ett lajv som hölls på en fäbod nära Insjön i Dalarna den 23 till 29 juli 2001. Namnet Under röda vingar var i spelvärlden en omskrivning för att vara under uppsikt av inkvisitionen.

## Produktion
Lajvet var ett low fantasy-lajv och arrangerades på ideell basis med stöd från Sverok av Michael Wermelin, Per-Anders Westin och Anders Nyström under namnet Wermlandsgillet. Det anses inom lajvrörelsen att URV och Dimbros fäste fick dela på den inofficiella titeln "sommarnes storlajv" 2001.
Två särmärken för detta lajv var dels att fiktionen var betydligt tätare än den brukar vara på de flesta svenska fantasylajv (begreppet tät/gles fiktion förklaras i artikeln lajv. Dels provade arrangörerna en arbetsmetod där de nästan enbart kommunicerade med gruppledarna istället för med enskilda deltagare. De involverade även gruppledarna i arrangörsarbete och intrigskrivande, vilket var första gången det gjordes på ett medvetet och utarbetat plan inom svenskt lajvande. Lajvet rönte ett mycket stort intresse hos de svenska lajvarna och det blev fullsatt ett halvår innan det gick av stapeln. Lajvet var också uttalat jämställt både i teori och praktik.

## Fiktion
Lajvet var ett utpräglat förhandlingslajv. Det var uppbyggt kring ett möte mellan sju olika riddarordnar som vardera representerade ett geografiskt område i det fiktiva landet Nymark. Representanter för dessa riddarordnar liksom från kyrkan, adeln och den utländska inkvisitionen träffades för att diskutera religiösa, militära och rättsliga frågor. En geografisk intressekonflikt späddes på av en religiös dito. Sagoinslagen blev oväntat starka, när alverna eller de fagra som de kallades i spelvärlden, kom att spela en avgörande roll.